# Rolf Schlierer
Rolf Schlierer (* 21. Februar 1955 in Stuttgart) ist ein deutscher Arzt, Jurist und ehemaliger Politiker der Republikaner. Von 1992 bis 2001 saß er für diese im Landtag von Baden-Württemberg; von 1994 bis 2014 war er außerdem deren Bundesvorsitzender.

## Leben
Schlierer ist Sohn eines schlesischen Arztes. Er wuchs in einer nationalliberalen Umgebung auf und absolvierte 1973 sein Abitur am humanistischen Eberhard-Ludwigs-Gymnasium in Stuttgart. Er nahm ein Studium der Medizin an der Justus-Liebig-Universität Gießen auf und wurde Mitglied der Gießener Burschenschaft Germania. Das Studium beendete er 1979 mit der Approbation als Arzt. Von 1980 bis 1981 leistete er seinen Grundwehrdienst als Sanitätsoffizier bei der Bundeswehr. Sein letzter Dienstgrad war Oberstabsarzt der Reserve in einer Luftlandeeinheit. 1982 wurde er zum Dr. med. promoviert.
Von 1981 bis 1988 studierte er Rechtswissenschaft und Philosophie an der Eberhard Karls Universität Tübingen. 1988 absolvierte er das erste juristische Staatsexamen. Nach dem Referendariat am Landgericht Stuttgart legte er 1992 das zweite juristische Staatsexamen ab.
Schlierer ist als Arzt und Journalist tätig; seit 1991 ist er auch niedergelassener Rechtsanwalt (Fachanwalt für Medizinrecht) in einer Einzelkanzlei in Stuttgart.

## Politische Karriere

### Vor den Republikanern
Sein politischer Werdegang beginnt mit dem Vorsitz des Hochschulpolitischen Ausschusses der Deutschen Burschenschaft (1975/76). Von 1976 bis 1979 engagierte er sich hochschulpolitisch im RCDS; kurzzeitig war er auch Mitglied des „Nationaldemokratischen Hochschulbundes“ (Hochschulverband der NPD). Von 1982 bis 1985 war er Pressereferent der Deutschen Burschenschaft.
Von 1985 bis 1989 war er Mitglied im Präsidium des neurechten der CDU nahestehenden Studienzentrums Weikersheim. Diese „Denkfabrik“ verließ er wieder nach einem unter Druck der Presse zustande gekommenen Vier-Augen-Gespräch mit Hans Filbinger, der als ehemaliger Ministerpräsident das Zentrum mitinitiiert hatte. Ziel des Gesprächs war, dass Schlierer im Studienzentrum bleiben und bei den Republikanern wieder austreten sollte. Das Ergebnis des Gesprächs war umgekehrt: Schlierer trat aus dem Studienzentrum aus und blieb bei den Republikanern.

### Mitgliedschaft in Parlamenten
Er war Stadtrat und Fraktionsvorsitzender der Republikaner im Stuttgarter Gemeinderat von 1989 bis 1992.
Von 1992 bis 2001 war Schlierer über ein Zweitmandat im Wahlkreis Bietigheim-Bissingen Mitglied des Landtags von Baden-Württemberg und war in dieser Zeit auch Fraktionsvorsitzender seiner Partei. Bei der Landtagswahl 2011 trat er erneut für die Republikaner an, verfehlte jedoch ein Mandat. Von 2004 bis 2014 war er erneut Mitglied des Stuttgarter Gemeinderates.

### Karriere bei den Republikanern
1987 trat Schlierer in die Partei Die Republikaner ein. Bereits am 19. Oktober 1988 verließ er sie wieder, weil sie ihm zu weit rechts erschien; im Zuge der Wahlerfolge Anfang 1989 wurde er aber am 10. Mai desselben Jahres wieder Mitglied. Wenig später wurde er Mitglied der Bundesprogramm-Kommission der Republikaner. Von 1989 bis 1991 war er stellvertretender Landesvorsitzender der Republikaner in Baden-Württemberg.
Im Juli 1990 wurde er stellvertretender Bundesvorsitzender. Auf dem Parteitag am 17. Dezember 1994 in Sindelfingen wurde er als Nachfolger von Franz Schönhuber zum Bundesvorsitzenden der Republikaner gewählt. Hierbei konnte er sich in einer Kampfabstimmung gegen Schönhubers Wunschkandidaten Rudolf Karl Krause durchsetzen. Trotz der Bemühungen, die Partei zu konsolidieren, und der Wahlerfolge in den folgenden Jahren (1996 bei der Landtagswahl in Baden-Württemberg und 1997 bei den Kommunalwahlen in Hessen) konnte die Partei nicht dauerhaft parlamentarisch verankert werden. Besonders bezeichnend war der Misserfolg 2001 in Baden-Württemberg, als es den Republikanern nicht gelang, abermals in den Landtag einzuziehen.
Bereits in den Jahren vor 2004 hatten sich prominente REP-Mitglieder, so beispielsweise das Mitglied der „Weißen Rose“ Hans Hirzel und der ehemalige Würzburger Oberbürgermeister Klaus Zeitler, zum Teil anfangs Anhänger Schlierers, gegen ihn gestellt. Trotzdem konnte er sich wiederholt auf dem Bundesparteitag Ende 2006 bei der Neuwahl des Bundesvorsitzes gegen seinen Herausforderer Björn Clemens, der bereits das zweite Mal als Gegenkandidat antrat, durchsetzen.
Im August 2014 wurde Johann Gärtner zu seinem Nachfolger als Parteivorsitzender gewählt. Ende Juni 2018 trat Schlierer aus der Partei der Republikaner aus.

### Unterstützung für die AfD
Am 21. September 2016 leitete Schlierer in Degerloch eine Versammlung, bei der der Verein zur Erhaltung der Rechtsstaatlichkeit und bürgerlichen Freiheiten gegründet wurde, ohne jedoch selbst diesem beizutreten. Dieser Verein unterstützte bei den Landtagswahlkämpfen in Deutschland 2017 die AfD durch Plakate und die Verteilung des Extrablatts.
Im Mai 2019 kandidierte er erfolglos bei der Stuttgarter Gemeinderatswahl auf der Liste der AfD.

## Positionen
Schlierer gehörte von Anfang an zum gemäßigteren, rechtskonservativen Parteiflügel der Republikaner. Dieser lehnte einen Schulterschluss nach Rechtsaußen, der parteiintern immer wieder diskutiert wurde, ab und bemühte sich nach außen hin um ein seriöses Erscheinungsbild der Partei. So sollte sie nach dessen Vorstellung durch die Abgrenzung zum Rechtsextremismus eine akzeptierte Rolle im Parteiensystem spielen und langfristig zumindest aus Sicht von CDU und CSU koalitionsfähig werden.
Aus diesem Grund war Schlierer im Jahr 1994 auch maßgeblich am Sturz seines Vorgängers Schönhuber als Bundesvorsitzender beteiligt, nachdem dieser sich mit dem DVU-Vorsitzenden Gerhard Frey getroffen hatte, um Wahlabsprachen zu treffen. Allerdings hat auch Schlierer diese Abgrenzung nicht immer durchgehalten. Denn da sich seine innerparteilichen Gegner eine Kooperation mit anderen rechten Parteien wünschten, entschloss er sich Ende 1998, diesen entgegenzukommen, indem er sich mit dem DVU-Chef Frey absprach, bei Wahlen nicht unnötig gegeneinander anzutreten. Dieser Schachzug geschah vor allem in der Absicht, in den innerparteilichen Machtkämpfen die Oberhand zu behalten, denn ähnliche Forderungen anderer Funktionäre wurden rigoros mit Parteiausschlussverfahren geahndet.
Eine Zusammenarbeit seiner Partei mit der 2004 geschlossenen Allianz aus NPD und DVU lehnte Rolf Schlierer in einer „Klaren Absage an die ‚braune Volksfront‘“ ab. Sowohl innerparteiliche Gegner als auch Aktivisten der rechten Szene außerhalb der Partei warfen Schlierer jahrelang vor, er betreibe einen „Anpassungskurs an die Mitte“.

## Privates
Rolf Schlierer ist evangelisch, verheiratet und hat zwei Kinder.